# Доній Никшич
45°08′ пн. ш. 15°32′ сх. д. / 45.14° пн. ш. 15.54° сх. д.
Доній Никшич (хорв. Donji Nikšić) — населений пункт у Хорватії, у Карловацькій жупанії у складі міста Слунь.

## Населення
Населення за даними перепису 2011 року становило 204 осіб.
Динаміка чисельності населення поселення: